# Burguesía ilustrada
La Burguesía ilustrada designa una clase social elitaria que surgió a mediados del siglo XVIII en Europa y cuyo modelo de educación humanística, literatura, fe en la ciencia y en el progreso del Estado marcó la historia de América Latina del siglo XIX.
Uno de los “ideólogos ilustrados más lúcidos” de Argentina fue Domingo Faustino Sarmiento.
Las ciudades españolas contaron con fuertes burguesías ilustradas. Por ejemplo, una burguesía ilustrada, representada principalmente por “las famílias Heredia, Larios y Loring”, dominó “la escena malagueña durante todo el siglo XIX”.